# Вянскя, Сами
Сами Вянскя (фин. Sami Vänskä; род. 26 сентября 1976, Финляндия) — финский бас-гитарист, бывший участник симфоник-метал-группы Nightwish.
Играть на бас-гитаре Сами учился самостоятельно. Он играл в нескольких группах, исполнявших, в основном, метал. Перед тем, как выступать в Nightwish, он играл в группе Nattvindens Gråt, как и Туомас Холопайнен. Вянскя присоединился к Nightwish перед записью их второго студийного альбома — Oceanborn. Через некоторое время после выхода Over the Hills and Far Away Холопайнен попросил менеджера группы, Эво Рюткёнена (Ewo «Pohjola» Rytkönen), сказать Вянскя о том, что ему лучше бы покинуть группу, из-за творческих разногласий. Его вскоре заменил Марко Хиетала, бывший бас-гитарист группы Sinergy.
Вянскя, после того, как покинул Nightwish, играл в джазовой группе Root Remedy. Несколькими годами позже Туомас и Сами вновь наладили отношения, однако последний в Nightwish так и не вернулся. В 2008 году Вянскя покинул Root Remedy.
20 августа 2016 Сами сыграл песню «Stargazers» в качестве почётного гостя на выступлении группы в Himos Park.

## Инструменты
- Бас-гитара Warwick Corvette Standard Bubinga
- Бас-гитара Spector Euro4LX (белый цвет)